# 瓦格纳-梅尔外因重排反应
瓦格纳－梅尔外因重排反应（Wagner-Meerwein重排）是醇失水反应中，中间体碳正离子发生1,2-重排反应，并伴随有氢、烷基或芳基迁移的一类反应。反应综述参见：。
反应的推动力是由较不稳定的碳正离子重排为较稳定的碳正离子。碳正离子的稳定性顺序为：3° > 2° > 1°。
这个反应普遍存在于很多萜类化合物中，其首次发现就是从异冰片转化为莰烯的反应得到的：